# Actinodendron plumosum
Actinodendron plumosum is een zeeanemonensoort uit de familie Actinodendronidae.
Actinodendron plumosum is voor het eerst wetenschappelijk beschreven door Haddon in 1898.